# 波卡洪塔斯 (伊利諾伊州)
波卡洪塔斯（英語：Pocahontas）是位於美國伊利諾伊州邦德縣的一個村落。

## 地理
波卡洪塔斯的座標為38°49′30″N 89°32′27″W / 38.82500°N 89.54083°W，而該地最高點為海拔高度161米（即528英尺）。

## 人口
根據2010年美國人口普查的數據，波卡洪塔斯的面積為2.00平方千米，當中陸地面積為1.90平方千米，而水域面積為0.10平方千米。當地共有人口784人，而人口密度為每平方千米392人。